# De Ruiten (molen)
De Ruiten is een poldermolen bij het streekje Ruiten, vlak bij het dorp Slochteren in de provincie Groningen.
De oorspronkelijke molen van het waterschap De Ruiten werd in 1786 gebouwd. Deze molen brandde af in 1854 en werd door een nieuwe molen vervangen. Ook deze molen raakte in 1934 in brand en werd in 1935 herbouwd met gebruikmaking van een oud achtkant. Als zodanig is het de laatste poldermolen die nog voor beroepsmatige bemaling in de provincie Groningen is gebouwd. De nieuwe molen werd met zelfzwichting uitgerust. De Slochter Molenstichting nam de molen over nadat die buiten bedrijf was geraakt in 1968. De molen werd vervolgens in 1973 gerestaureerd en voorzien van het Oudhollands wieksysteem met zeilen op de roeden met een vlucht van 20 meter. De vijzel is momenteel niet bruikbaar, maar zal op termijn door een nieuw exemplaar worden vervangen. De molen draait zeer geregeld dankzij enkele vrijwillige molenaars.
In juni 2008 stelde de Rijksdienst voor Archeologie, Cultuurlandschap en Monumenten 71.135 euro beschikbaar voor een restauratie van De Ruiten.